# Kościół św. Łucji „del Gonfalone” w Rzymie
Kościół św. Łucji „del Gonfalone” (wł. Chiesa di Santa Lucia del Gonfalone) – rzymskokatolicki kościół tytularny w Rzymie. 
Świątynia ta jest kościołem rektoralnym parafii Santa Maria in Vallicella oraz kościołem tytularnym.
Określenie del Gonfalone w odniesieniu do kościoła ma związek z Arciconfraternita del Gonfalone, bractwem które dawniej miało w nim swoją siedzibę.

## Lokalizacja
Kościół znajduje się w VII Rione Rzymu – Regola przy Via dei Banchi Vecchi 12.

## Patronka
Patronką świątyni jest św. Łucja – dziewica, która poniosła śmierć męczeńską za wiarę chrześcijańską w 304 roku w Syrakuzach na Sycylii. Św. Łucja jest wymieniana w pierwszej modlitwie eucharystycznej.

## Historia
Kościół wybudowano na początku XIV wieku, pierwsza wzmianka o nim pochodzi z 1352 roku. Określano go wówczas jako Santa Lucia Nuova, aby odróżnić go od istniejącego w tej okolicy starszego kościoła, również pod wezwaniem św. Łucji. W XV wieku papież Marcin V przeniósł do tego kościoła siedzibę wspólnoty Ordine degli Accomandati di Madonna Santa Maria. W 1486 roku wspólnota ta przez połączenie z innymi podobnymi utworzyła bractwo Arciconfraternita del Gonfalone. Określenie kościoła jako Santa Lucia del Gonfalone zostało po raz pierwszy zapisane w czasach papieża Piusa V (1566–72). W 1603 roku dokonano gruntownej renowacji kościoła. Przebudowa świątyni miała miejsce w latach 1761–1765 pod kierunkiem Marco Davida. Gruntownej renowacji wnętrza dokonano w latach 1863–1867 pod kierunkiem Francesco Azzurri. 

## Architektura i sztuka
Dzwonnica kościoła znajduje się po prawej stronie apsydy. Jej część powyżej linii dachu jest na planie kwadratu z zaokrąglonymi narożnikami. Z każdej strony jest para doryckich pilastrów, pomiędzy którymi znajduje się otwór zakończony u góry łukiem.
Fasada ma dwie kondygnacje. Strefy boczne są nieco cofnięte w stosunku do części centralnej. W środkowej części pierwszej kondygnacji znajdują się dwie pary pilastrów doryckich otaczających pojedyncze wejście, kolejna para jest po bokach. Pilastry dolnej kondygnacji podtrzymują belkowanie z pustym fryzem. Wejście flankuje para korynckich półkolumn podtrzymujących półokrągły fronton ze skrzydlatą głową putta. Druga kondygnacja fasady ma cztery pilastry kompozytowe podtrzymujące trójkątny fronton. Pośrodku górnej kondygnacji jest duże prostokątne okno.
Kościół ma jedną nawę z półkolistą apsydą. Po obu stronach znajdują się po trzy kaplice boczne. Z nawy do kaplic bocznych prowadzą łuki oddzielone szerokimi filarami doryckimi. Na filarach znajdują się obrazy przedstawiające postacie ze Starego Testamentu: Tobiasza, Nehemiasza i Ezdrasza po lewej, natomiast po prawej Daniela, Zorobabela i Jeremiasza.
We wnętrzu koło wyjścia znajdują się freski Debora (po lewej) i Judyta, natomiast powyżej obok okna znajdują się alegorie Sztuki i Historii.
Koncha apsydy mieści fresk Wniebowzięcie Matki Bożej w wizji św. Bonawentury autorstwa Mariani z 1863 roku. W ołtarzu głównym znajduje się kopia obrazu Salus Populi Romani. Na ścianach apsydy, po bokach ołtarza są dwa freski Marianiego ilustrujące wydarzenia z historii Bractwa. 

### Kaplice boczne
Sześć kaplic bocznych zostało zbudowanych według jednakowego planu. Są one czworoboczne z zaokrąglonymi narożnikami, w każdej jest okno lunety nad ołtarzem, a cztery zaokrąglone rogi zajmują pilastry ozdobione pozłacaną dekoracją. Cztery kaplice w narożach nawy mają ołtarze bez edykułów, natomiast ołtarze dwóch środkowych kaplic mają edykuły.
Kaplica św. Franciszka Salezego i Tomasza z Villanuevy
Pierwsza kaplica po prawej stronie poświęcona jest świętym Franciszkowi Salezemu i Tomaszowi z Villanuevy. W ołtarzu święci ci pokazani zostali podczas oddawania czci Madonnie z Dzieciątkiem.
Kaplica św. Łucji
Druga kaplica po prawej stronie dedykowana została św. Łucji. Edykuł ołtarza ma parę korynckich pilastrów z białego marmuru. W niszy znajduje się figura patronki kaplicy. 
Kaplica św. Piotra i Pawła
Trzecia kaplica po prawej stronie ma ołtarz św. Piotra i Pawła autorstwa Mariano Rossi. Dzieło to przedstawia ostatnie spotkanie apostołów przed męczeństwem w Rzymie.
Kaplica św. Karola Boromeusza
Pierwsza kaplica po lewej stronie poświęcona jest św. Karolowi Boromeuszowi. Ołtarz przedstawia św. Grzegorza Barbarigo, który ma wizję św. Karola Boromeusza i Dzieciątka Jezus. Eliptyczny obraz na ołtarzu przedstawia św. Antoniego Marię Clareta mającego widzenie Niepokalanego Serca Maryi.
Kaplica krucyfiksu
W drugiej kaplicy po lewej stronie znajduje się krucyfiks czczony przez bractwo przed XVIII-wieczną przebudową. Znajduje się on w edykule z żebrowanymi korynckimi pilastrami w kolorze białym i złotym, podtrzymującymi trójkątny fronton.
Kaplica św. Franciszka z Asyżu
Trzecia kaplica po lewej stronie poświęcona jest św. Franciszkowi z Asyżu. Ołtarz przedstawiaja patrona kaplicy  ukazującego się św. Bonawenturze.

## Kardynałowie diakoni
Kościół św. Łucji del Gonfalone jest jednym z kościołów tytularnych nadawanych kardynałom-diakonom (Titulus Sanctae Luciae de Gonfalone). Tytuł ten został ustanowiony 21 października 2003 roku przez papieża Jana Pawła II.
- Francesco Marchisano (2003-2014), tytuł prezbiterialny pro hac vice (2014)
- vacat (2014-2018)
- Aquilino Bocos Merino CMF (2018-nadal)